# Testudinella magna
Testudinella magna är en hjuldjursart som beskrevs av Gong 1983. Testudinella magna ingår i släktet Testudinella och familjen Testudinellidae. Inga underarter finns listade i Catalogue of Life.